# Штала
Штала, или стаја, објекат је за чување стоке. Најчешће се подразумева зграда која је подељена на засебне преграде за поједине животиње и стоку. Данас је у употреби много различитих типова штала; штала у америчком стилу, на пример, је велика штала са вратима на сваком крају и појединачним преградама унутар или самостојећим преградама са вратима која се отварају на врху и на дну. Термин „штала“ се такође користи за описивање групе животиња које држи један власник, без обзира на смештај или локацију.
Спољни дизајн штале може да варира у великој мери, на основу климе, грађевинских материјала, историјског периода и културних стилова архитектуре. Може се користити широк спектар грађевинских материјала, укључујући зидове (од цигле или камена), дрво и челик. Штале су такође у широком опсегу величина, од мале зграде у којој се налази једна или две животиње до објеката на пољопривредним изложбама или тркачким стазама у којима се могу сместити стотине животиња.

## Историја
Штала је типично историјски други најстарији тип зграде на фарми. Најстарије ергеле коња на свету откривене су у древном граду Пер-Рамзес у Кантиру, у старом Египту, а основао их је Рамзес II (око 1304–1213. п. н. е.). Ове штале су покривале око 182.986 квадратних стопа, имале су подове нагнуте ради дренаже и могле су да садрже око 480 коња. Самостојеће ергеле почеле су да се граде од 16. века. Биле су добро грађене и смештене у близини куће јер су ове животиње биле веома цењене и пажљиво одржаване. Некада су биле виталне за привреду и показатељ положаја њихових власника у заједници. Релативно мало је сачуваних примера комплетних ентеријера (тј. са преградама, јаслама и регалима за храну) из средине 19. века или раније.
Традиционално, штале у Великој Британији су имале сеник на свом првом (тј. горњем) спрату и врата на предњој страни. Врата и прозори су били симетрично распоређени. Њихова унутрашњост била је подељена преградама и обично је укључивала велику преграду за кобилу која се ждреби или болесног коња. Подови су били калдрмисани (или, касније, патосани) и имали су канале за дренажу. Спољашње степенице до првог спрата биле су уобичајене за фармске раднике који су живели у згради.

## Карактеристике
Штала може бити појединачни објекат или група функционално повезаних истоврсних или разноврсних објеката, у склопу сеоског газдинства или сточарске фарме. Постоје специјализоване штале за говеда, коње, свиње, овце и остале врсте домаћих животиња.
Граде се тако да пруже повољне услове за узгој стоке.

## Коњи
За коње, штале су често део већег комплекса који укључује тренере, ветеринаре и подкиваче. Коњи се често држе у зградама познатим као стаје или штале, које пружају склониште за животиње. Ове зграде су обично подељене тако да обезбеде засебну преграду или бокс за сваког коња, што спречава да коњи повређују једни друге, раздваја коње различитог пола, омогућава индивидуалне режиме неге као што је ограничено или посебно храњење и олакшава руковање.
Дизајн штала може да варира у великој мери, на основу климе, грађевинских материјала, историјског периода и културних стилова архитектуре. Може се користити широк спектар грађевинских материјала, укључујући зидове (од цигле или камена), дрво и челик. Штале могу бити у широком опсегу величина, од мале зграде за смештај само једне или две животиње, до објеката који се користе на пољопривредним изложбама или на тркачким стазама, у којима се могу сместити стотине животиња.
Терминологија која се односи на смештај коња разликује се између америчког и британског енглеског, уз додатне регионалне варијације термина. Термин „stables“ за описивање целокупне зграде користи се у већини главних варијанти енглеског, али у америчком енглеском (АмЕ) облик једнине „stable“ се такође користи за описивање зграде. У британском енглеском (БрЕ), израз у једнини „stable” односи се само на преграду за једног коња, док у САД термин „box stall” или „stall” описује такав појединачни ограђени простор.

### Типови преграда
У већини штала, сваки коњ се држи у свом боксу или штанду. Постоје два главна типа:
- Боксови који омогућавају слободу кретања – Коњи су у могућности да се окрећу, бирају на који начин да се окрену и леже ако желе. Они такође могу бити познати као одрешени бокс (БрЕ), штала (БрЕ), стаја (АмЕ) или бокс стаја (АмЕ).
- Боксови који ограничавају кретање – познати су као преграда (БрЕ) или преграда с везивањем (АмЕ). Коњ је ограничен у кретању, може нормално да се окрене само у једном правцу и може, али не мора бити у стању да легне, у зависности од ширине и да ли је и колико чврсто животиња везана. Обично су везани тако што су на једном крају бокса везани конопцем за улар или овратник. Уобичајене димензије су 4—5 ft (1,2—1,5 m)) ширине и 8—10 ft (2,4—3,0 m) дужине.

Избор типа бокса ће се вероватно односити на расположиви простор, локалне обичаје, бриге за добробит и оптерећење коња. У неким земљама, локалне организације дају препоруке о минималној величини смештаја за коња. На пример, у Британији Британско коњичко удружење препоручује да се коњи држе само у боксовима који омогућавају слободу кретања, и да они треба да имају најмање 10 ft (3,0 m) квадрата за поније и 12 ft (3,7 m) квадрат за коње. Уобичајена пракса у Сједињеним Државама прати сличне величине. Ждребци се понекад држе у већим боксовима, до 14 ft (4,3 m) квадрата, а кобиле које се спремају да се ождребе или са ждребетом поред себе, понекад се држе у боксу двоструке величине.

### Начин рада
Штале се могу одржавати приватно за сопствене коње власника или функционисати као јавни посао где се наплаћује накнада за чување коња других људи. На неким местима, штале се воде као школе јахања, где се коњи држе у сврху пружања часова људима који уче да јашу или чак као ливрејске штале (САД) или двориште за изнајмљивање (УК), где се коњи изнајмљују за активности у замену за новац.
Када послују као посао у који власници доводе своје коње на смештај, они су познати као „ливрејска дворишта“ (БрЕ) или „смештајне штале“ (амерички и аустралијски енглески). Постоји низ аранжмана које власници коња могу склопити са оператерима ових штала. Најјефтиније је када власник коња сам обавља све послове који се односе на бригу о коњу, који се називају „уради сам“ (DIY) или „самосмештај“. У средњем опсегу, термин „пун пансион“ се користи у САД да се односи на неколико опција, у зависности од дела земље, од установе која једноставно храни животиње и евентуално обезбеђује учешће, до оних које пружају потпуно негу коња, понекад укључујући вежбу под седлом, али не и саму обуку. У најбољем случају, оператер објекта управља целокупном бригом о коњу, укључујући јахање и обуку. У Великој Британији то се зове „пуна ливреја”. У САД, таква подешавања се могу назвати „штала за обуку“. Постоје средње фазе неге са деловима бриге о коњу које предузима свака страна, користећи изразе као што су „делимична ливреја“ или „делимични пансион“, при чему термини нису универзални, чак ни унутар појединачних земаља, и обично су ствар договора између власника и оператера.
Неке штале такође нуде услугу за коње да живе само на пашњаку, без простора унутар зграда штале, познату као „травна ливреја“ (BrE), „агистмент“ (BrE) или „пашњачки смештај“ (AmE).
Тамо где се при штали налази и школа јахања или радња за изнајмљивање, неки оператери могу понудити и „радну ливреју“ (УК) или „делимични закуп“ (САД), где власник коња плаћа снижену стопу (или уопште нема наплате) за бригу о сопственом коњу у замену да школа јахања може понудити коња корисницима који плаћају осим власника.

## Друге употребе
Реч штала се такође користи метонимијски да се односи на колекцију коња које зграда садржи (на пример, штала колеџа укључује широк избор раса), па чак и, шире, метафорички се односи на групу људи—често (али не искључиво) спортисте—обучене, трениране, надгледане или којима управља иста особа или организација. На пример, уметничке галерије понекад се односе на уметнике које представљају као на своју уметничку шталу. Аналогно томе, часописи за љубитеље аутомобила понекад говоре о колекционарским аутомобилима на овај начин, мислећи на аутомобиле у колекционарској штали (нарочито када метафора може да представља асоцијацију речи са пони аутомобилима).
Историјски гледано, штаб коњичке јединице, а не само смештај њихових коња, био је познат као „штала“.

## Галерија
- Штала у традиционалном стилу, изграђена 1802. године, која се и даље користи као штала за коње
- Скромна штала са неколико преграда
- Коњушница у стилу шупе у јахачком клубу у Панами
- Штале Ајнзиделнске опатије, Швајцарска
- Штала коња, стара преко 100 година, која се још увек користи на Универзитету Станфорд
- Штала ергеле Жабник у Жабнику у Светом Мартину на Мури, Хрватска